# Groupe D de la Coupe d'Asie des nations de football 2011
Le groupe D de la Coupe d'Asie des nations de football de 2011, qui se dispute au Qatar du 7 janvier au 29 janvier 2011, comprend quatre équipes dont les deux premières se qualifient pour les quarts de finale de la compétition. Conformément au tirage au sort, les équipes de l'Iran (65e FIFA), de l'Irak (98e FIFA), de la Corée du Nord (109e FIFA) et des Émirats arabes unis (102e FIFA) composent ce groupe D.
Le premier de ce groupe affrontera le second du Groupe C et le deuxième de ce groupe affrontera le premier du Groupe C.

## Classement
Les deux premières équipes se qualifient pour les Huitièmes de finale.
|   | Équipe              | Pts | J | G | N | P | BP | BC | Diff |
| - | ------------------- | --- | - | - | - | - | -- | -- | ---- |
| 1 | Iran                | 9   | 3 | 3 | 0 | 0 | 6  | 1  | +5   |
| 2 | Irak                | 6   | 3 | 2 | 0 | 1 | 3  | 2  | +1   |
| 3 | Corée du Nord       | 1   | 3 | 0 | 1 | 2 | 0  | 2  | -2   |
| 4 | Émirats arabes unis | 1   | 3 | 0 | 1 | 2 | 0  | 4  | -4   |

| 11 janvier | Corée du Nord       | 0 - 0 | Émirats arabes unis |
| 11 janvier | Irak                | 1 - 2 | Iran                |
| 15 janvier | Iran                | 1 - 0 | Corée du Nord       |
| 15 janvier | Émirats arabes unis | 0 - 1 | Irak                |
| 19 janvier | Irak                | 1 - 0 | Corée du Nord       |
| 19 janvier | Émirats arabes unis | 0 - 3 | Iran                |

## Résultats des matchs
Six matches opposant toutes les équipes entre elles sont programmés.
| 11 janvier 2011 | Corée du Nord | 0 - 0 | Émirats arabes unis | Qatar SC Stadium, Doha                                 |                                                        |
| 14 h 15 UTC+3   |               |       |                     | Spectateurs : 3 639 Arbitrage : Subkhiddin Mohd Salleh | Spectateurs : 3 639 Arbitrage : Subkhiddin Mohd Salleh |
| 14 h 15 UTC+3   | Rapport       |       |                     | Spectateurs : 3 639 Arbitrage : Subkhiddin Mohd Salleh | Spectateurs : 3 639 Arbitrage : Subkhiddin Mohd Salleh |

| 11 janvier 2011 | Irak        | 1 - 2 | Iran                    | Stade Ahmed bin Ali, Al Rayyan                   |                                                  |
| 17 h 15 UTC+3   | Mahmoud 13e |       | 42e Rezaei · 84e Mobali | Spectateurs : 11 562 Arbitrage : Ravshan Irmatov | Spectateurs : 11 562 Arbitrage : Ravshan Irmatov |
| 17 h 15 UTC+3   | Rapport     |       |                         | Spectateurs : 11 562 Arbitrage : Ravshan Irmatov | Spectateurs : 11 562 Arbitrage : Ravshan Irmatov |

| 15 janvier 2011 | Iran           | 1 - 0 | Corée du Nord | Qatar SC Stadium, Doha                          |                                                 |
| 14 h 15 UTC+3   | Ansarifard 62e |       |               | Spectateurs : 6 488 Arbitrage : Nawaf Shukralla | Spectateurs : 6 488 Arbitrage : Nawaf Shukralla |
| 14 h 15 UTC+3   | Rapport        |       |               | Spectateurs : 6 488 Arbitrage : Nawaf Shukralla | Spectateurs : 6 488 Arbitrage : Nawaf Shukralla |

| 15 janvier 2011 | Émirats arabes unis | 0 - 1 | Irak                 | Stade Ahmed bin Ali, Al Rayyan                   |                                                  |
| 17 h 15 UTC+3   |                     |       | 90+3e (csc) W. Abbas | Spectateurs : 7 233 Arbitrage : Yuichi Nishimura | Spectateurs : 7 233 Arbitrage : Yuichi Nishimura |
| 17 h 15 UTC+3   | Rapport             |       |                      | Spectateurs : 7 233 Arbitrage : Yuichi Nishimura | Spectateurs : 7 233 Arbitrage : Yuichi Nishimura |

| 19 janvier 2011 | Irak       | 1 - 0 | Corée du Nord | Stade Ahmed bin Ali, Al Rayyan                         |                                                        |
| 17 h 15 UTC+3   | Jassim 22e |       |               | Spectateurs : 4 111 Arbitrage : Subkhiddin Mohd Salleh | Spectateurs : 4 111 Arbitrage : Subkhiddin Mohd Salleh |
| 17 h 15 UTC+3   | Rapport    |       |               | Spectateurs : 4 111 Arbitrage : Subkhiddin Mohd Salleh | Spectateurs : 4 111 Arbitrage : Subkhiddin Mohd Salleh |

| 19 janvier 2011 | Émirats arabes unis | 0 - 3 | Iran                                             | Qatar SC Stadium, Doha                       |                                              |
| 17 h 15 UTC+3   |                     |       | 70e Afshin · 83e M. Nouri · 90+2e (csc) W. Abbas | Spectateurs : 5 012 Arbitrage : Kim Dong-jin | Spectateurs : 5 012 Arbitrage : Kim Dong-jin |
| 17 h 15 UTC+3   | Rapport             |       |                                                  | Spectateurs : 5 012 Arbitrage : Kim Dong-jin | Spectateurs : 5 012 Arbitrage : Kim Dong-jin |